# Ormetica ameoides
Ormetica ameoides är en fjärilsart som beskrevs av Butler 1876. Ormetica ameoides ingår i släktet Ormetica och familjen björnspinnare. Inga underarter finns listade i Catalogue of Life.